# Capital cultural
No campo da sociologia, o capital cultural compreende os ativos sociais de uma pessoa (educação, intelecto, estilo de discurso, estilo de vestuário, etc.) que promovem a mobilidade social em uma sociedade estratificada. O capital cultural funciona como uma relação social dentro de uma economia de práticas (sistema de troca), e compreende todos os bens materiais e simbólicos, sem distinção, que a sociedade considera raros e que vale a pena buscar. Como uma relação social dentro de um sistema de troca, o capital cultural inclui o conhecimento cultural acumulado que confere status social e poder.
O conceito de capital cultural ainda é utilizado para explicar as relações sociais mesmo na contemporaneidade, mas diante do contexto da era digital e das diversas possibilidades interação, especialistas salientam a consolidação também da web como espaço de produção de cultura, sendo possível falar em espaços virtual e espaço “concreto” de práticas sociais.
Em "Cultural Reproduction and Social Reproduction" (1977), Pierre Bourdieu e Jean-Claude Passeron apresentaram o capital cultural para explicar conceitualmente as diferenças entre os níveis de desempenho e desempenho acadêmico das crianças dentro do sistema educacional da França nos anos 60; e desenvolveu ainda mais o conceito no ensaio "The Forms of Capital" (1985) e no livro The State Nobility: Élite Schools in the Field of Power (1996). O capital cultural explica porque trabalhadores pobres votam em candidatos conservadores.

## Tipos de capital
No ensaio sociológico "As Formas do Capital" (1985), Pierre Bourdieu identifica três categorias de capital:
1. Capital econômico: comando de recursos econômicos (dinheiro, ativos, propriedade).[7]
2. Capital social: recursos reais e potenciais vinculados à posse de uma rede durável de relações institucionalizadas de conhecimento mútuo e reconhecimento.[8]
3. Capital cultural: A educação de uma pessoa (conhecimento e habilidades intelectuais) que proporciona vantagem na obtenção de um status social mais elevado na sociedade.[9]

## Tipos
Existem três tipos de capital cultural: (i) capital incorporado; (ii) capital objetivado; e (iii) capital institucionalizado:
1. O capital cultural incorporado compreende o conhecimento que é conscientemente adquirido e passivamente herdado, pela socialização à cultura e tradição. Ao contrário da propriedade, o capital cultural não é transmissível, mas é adquirido ao longo do tempo, pois se impressiona com o habitus da pessoa (caráter e modo de pensar), que, por sua vez, se torna mais receptivo a influências culturais semelhantes. O capital cultural linguístico é o domínio da linguagem e suas relações; o capital cultural encarnado, que é o meio de comunicação e de auto-apresentação de uma pessoa, adquirido da cultura nacional.[10]
2. O capital cultural objetivado compreende a propriedade da pessoa (por exemplo, uma obra de arte, instrumentos científicos, etc.) que pode ser transmitida para obter lucro econômico (compra e venda) e para transmitir simbolicamente a posse de capital cultural facilitada por possuir tais coisas. No entanto, embora possua uma obra de arte (capital cultural objetivado), a pessoa pode consumir a arte (entender seu significado cultural) apenas com os fundamentos conceituais e históricos adequados do capital cultural anterior. Como tal, o capital cultural não é transmitido na venda da obra de arte, exceto por causação coincidente e independente, quando o vendedor explica a importância da obra de arte para o comprador.
3. O capital cultural institucionalizado compreende o reconhecimento formal de uma instituição do capital cultural de uma pessoa, geralmente credenciais acadêmicas ou qualificações profissionais. O maior papel social do capital cultural institucionalizado está no mercado de trabalho (um emprego), em que permite a expressão do conjunto de capitais culturais da pessoa como medidas qualitativas e quantitativas (que são comparadas com as medidas do capital cultural de outras pessoas). O reconhecimento institucional facilita a conversão do capital cultural em capital econômico, servindo como uma heurística (solução prática) com a qual o vendedor pode descrever seu capital cultural para o comprador.[11]

## Habitus e campo
O capital cultural de uma pessoa está ligada a seu habitus (disposição e tendências incorporadas) e campo (posições sociais), que se configuram como uma estrutura de relação social. O campo é o lugar da posição social que se constitui pelos conflitos que ocorrem quando os grupos sociais se empenham em estabelecer e definir o que é capital cultural, dentro de um dado espaço social; portanto, dependendo do campo social, um tipo de capital cultural pode ser simultaneamente legítimo e ilegítimo. Desse modo, a legitimação (reconhecimento social) de um tipo de capital cultural pode ser arbitrária e derivada do capital simbólico.
O habitus de uma pessoa é composto pelas disposições intelectuais incutidas a ele pela família e pelo ambiente familiar, e se manifestam de acordo com a natureza da pessoa. Como tal, a formação social do habitus de uma pessoa é influenciada pela família, por mudanças objetivas na classe social, e por interações sociais com outras pessoas na vida diária; Além disso, o habitus de uma pessoa também muda quando ela muda de posição social dentro do campo.

## Pesquisa teórica
O conceito de capital cultural recebeu ampla atenção em todo o mundo, tanto de teóricos quanto de pesquisadores. É empregado principalmente em relação ao sistema educacional, mas em ocasiões diferentes tem sido usado ou desenvolvido em outros discursos. O uso do capital cultural de Bourdieu pode ser dividido em várias categorias básicas. Primeiro, aqueles que exploram a teoria como um meio possível de explicação ou a empregam como estrutura para sua pesquisa. Em segundo lugar, aqueles que constroem ou expandem a teoria de Bourdieu. Finalmente, há aqueles que tentam refutar as descobertas de Bourdieu ou descartá-las em favor de uma teoria alternativa. A maioria desses trabalhos trata da teoria de Bourdieu em relação à educação, apenas um pequeno número aplica sua teoria a outras instâncias de desigualdade na sociedade.

### Aplicação tradicional
Esses pesquisadores e teóricos, que exploram ou empregam a teoria de Bourdieu usam-na de maneira semelhante à que foi articulada por Bourdieu. Eles geralmente o aplicam de forma não-crítica, e dependendo dos indicadores mensuráveis do capital cultural e dos campos em que eles o medem, a teoria de Bourdieu ou trabalha para apoiar seu argumento totalmente, ou de uma maneira qualificada. Esses trabalhos ajudam a retratar a utilidade do conceito de Bourdieu na análise da desigualdade (principalmente educacional), mas eles não acrescentam nada à teoria.
Uma obra que emprega o trabalho de Bourdieu de maneira esclarecedora é a de Emirbayer e Williams (2005), que utiliza a noção de campo e capital de Bourdieu para examinar as relações de poder no campo dos serviços sociais, particularmente dos abrigos para sem-teto. Os autores falam dos dois campos separados que operam na mesma localização geográfica (o abrigo) e os tipos de capital que são legítimos e valorizados em cada um. Especificamente, eles mostram como as pessoas em situação de rua podem possuir "capital sancionado pelo pessoal" ou "capital sancionado pelo cliente" (2005: 92) e mostrar como, no abrigo, ambos são ao mesmo tempo desejáveis e indesejáveis, valorizados e depreciados, dependendo em qual dos dois campos eles estão operando. Embora os autores não definam claramente capital sancionado pela equipe e sancionado pelo cliente como capital cultural, e afirmam que normalmente os recursos que formam essas duas capitais são reunidos da vida de uma pessoa em oposição à sua família, pode-se ver como a teoria de Bourdieu o capital cultural pode ser uma teoria valiosa na análise da desigualdade em qualquer ambiente social.

### Expansão
Várias obras expandem a teoria do capital cultural de Bourdieu de maneira benéfica, sem se desviar do quadro de Bourdieu das diferentes formas de capital. De fato, esses autores podem ser vistos explorando áreas não articuladas da teoria de Bourdieu em oposição à construção de uma nova teoria. Por exemplo, Stanton-Salazar e Dornbusch (1995: 121) examinam como aquelas pessoas com os tipos desejados de capital cultural (e linguístico) em uma escola transformam esse capital em "relações instrumentais" ou capital social com agentes institucionais que podem transmitir recursos valiosos. para a pessoa, promovendo seu sucesso na escola. Eles afirmam que isso é simplesmente uma elaboração da teoria de Bourdieu. Da mesma forma, Dumais (2002) introduz a variável de gênero para determinar a capacidade do capital cultural de aumentar o desempenho educacional. O autor mostra como gênero e classe social interagem para produzir benefícios diferentes do capital cultural. De fato, em Distinção (1984: 107), Bourdieu afirma que "as propriedades sexuais são tão inseparáveis das propriedades de classe quanto o amarelecimento dos limões é inseparável de sua acidez". Ele simplesmente não articulou as diferenças atribuíveis ao gênero em sua teoria geral da reprodução no sistema educacional.
Por outro lado, dois autores introduziram novas variáveis no conceito de capital cultural de Bourdieu. O trabalho de Emmison & Frow (1998) centra-se na exploração da capacidade da Tecnologia da Informação para ser considerada uma forma de capital cultural. Os autores afirmam que "uma familiaridade e uma disposição positiva em relação ao uso de tecnologias burguesas da era da informação podem ser vistas como uma forma adicional de capital cultural, concedendo vantagem àquelas famílias que as possuem". Especificamente, os computadores são "máquinas" (Bourdieu, 1986: 47) que formam um tipo de capital cultural objetivado, e a capacidade de usá-los é um tipo corporificado de capital cultural. Este trabalho é útil porque mostra as maneiras pelas quais o conceito de capital cultural de Bourdieu pode ser expandido e atualizado para incluir bens e práticas culturais que são progressivamente mais importantes para determinar a realização tanto na escola quanto fora dela.
Hage usa a teoria do capital cultural de Bourdieu para explorar o multiculturalismo e o racismo na Austrália. Sua discussão em torno da raça é distinta do tratamento dado por Bourdieu aos migrantes e sua quantidade de capital e hábitos linguísticos. Hage, na verdade, concebe a "brancura" (em Dolby, 2000: 49) como sendo uma forma de capital cultural. "Branco" não é um traço estável e biologicamente determinado, mas um "conjunto de práticas sociais em mudança" (Dolby, 2000: 49). Ele conceitua a nação como um campo circular, com a hierarquia movendo-se do poderoso centro (composto de australianos "brancos") para a periferia menos poderosa (composta pelos "outros"). Os "outros", no entanto, não são simplesmente dominados, mas são obrigados a competir uns com os outros por um lugar mais próximo do centro. Esse uso da noção de capital e campos de Bourdieu é extremamente esclarecedor para entender como pessoas de etnias não-anglo podem tentar trocar a capital cultural de sua origem étnica com a de "brancura" para obter uma posição mais elevada na hierarquia. É especialmente útil vê-lo nestes termos, uma vez que expõe a natureza arbitrária do que é "australiano" e como é determinado por aqueles em posição dominante (principalmente australianos "brancos"). Em um estudo pioneiro, Bauder (2006) usa as noções de habitus e capital cultural para explicar a situação dos migrantes no mercado de trabalho e na sociedade.
No artigo "Contra a Escola" (2003), o professor aposentado John Taylor Gatto aborda a educação na escola moderna. A relação do capital cultural pode ser ligada aos Princípios do Ensino Secundário (1918), de Alexander Inglis, que indica como a escolaridade americana é como a educação prussiana na década de 1820. O objetivo era dividir as crianças em seções, distribuindo-as por assunto, por idade e por pontuação no teste. Inglis introduz seis funções básicas para a escolaridade moderna; As funções três, quatro e cinco estão relacionadas ao capital cultural e descrevem a maneira pela qual a escolaridade impõe o capital cultural de cada criança desde a mais tenra idade. As funções três, quatro e cinco são: 3. Diagnóstico e direção: A escola destina-se a determinar o papel social apropriado de cada aluno, registrando evidências matemáticas e anedotas em registros cumulativos. 4 Diferenciação: Uma vez que o papel social de um estudante é determinado, as crianças são classificadas por função e treinadas apenas como merecidas para o seu destino social. 5 Seleção: Isto se refere à teoria da seleção natural de Darwin aplicada às "raças favorecidas".
A ideia é ajudar a sociedade americana, tentando conscientemente melhorar o plantel. As escolas destinam-se a rotular os socialmente inadequados com notas baixas, colocação de educação corretiva e outras punições sociais notáveis que seus pares então as veem e aceitam como intelectualmente inferiores, e efetivamente as impedem de serem reprodutivas (sexuais, econômicas e culturais). Sorteio da vida. Esse era o propósito da humilhação na escola: "Era a sujeira pelo ralo". As três funções estão diretamente relacionadas ao capital cultural, porque através da escolarização as crianças são discriminadas por classe social e colocadas cognitivamente no destino que as tornará aptas a sustentar esse papel social. Esse é o caminho que leva à sua determinada classe social; e, durante a quinta função, serão socialmente indesejáveis para as crianças privilegiadas e, portanto, mantidas em um baixo estrato social.
Paul DiMaggio expande a visão de Bourdieu sobre o capital cultural e sua influência na educação, dizendo: "Seguindo Bourdieu, medi o capital cultural dos estudantes do ensino médio usando auto-relatos de envolvimento em arte, música e literatura". Em seu artigo intitulado Capital Cultural e Sucesso Escolar: O Impacto da Participação da Cultura de Estado nos Graus dos Estudantes do Ensino Médio dos EUA na American Sociological Review.
Nos EUA, Richard A. Peterson e A Simkus (1992) estenderam a teoria do capital cultural, exclusivamente na análise (secundária) de dados de pesquisa sobre americanos, em "Como os gostos musicais marcam grupos de status ocupacional", com o termo "onívoros culturais". como uma seção particular de status mais elevado nos EUA, que tem compromissos e gostos culturais mais amplos, abrangendo uma gama eclética de artes eruditas à cultura popular. Originalmente, foi Peterson (1992) quem cunhou o termo 'onívoro cultural' para abordar uma anomalia observada nas evidências reveladas por seu trabalho com Simkus (Peterson e Simkus, 1992) que mostrou que pessoas de status social superior, contrárias às elites Modelos massivos de gosto cultural desenvolvidos por estudiosos franceses com dados franceses não eram avessos à participação em atividades associadas à cultura popular. O trabalho rejeitou a adaptação universal da teoria do capital cultural, especialmente no século XX, em sociedades pós-industrialistas avançadas como os Estados Unidos.
No Reino Unido, Louise Archer e colegas (2015) desenvolveram o conceito de capital da ciência. O conceito de capital da ciência é extraído do trabalho de Bourdieu, em particular seus estudos enfocando a reprodução das desigualdades sociais na sociedade. O capital da ciência é composto de capital cultural relacionado à ciência e capital social, bem como habitus. Ele encapsula as várias influências que as experiências de vida de um jovem podem ter em sua identidade científica e participação em atividades relacionadas à ciência. O trabalho empírico sobre o capital da ciência se baseia em um corpo crescente de dados sobre as aspirações e atitudes dos estudantes em relação à ciência, incluindo ASPIRES e Ciência Empreendedora. O conceito de capital da ciência foi desenvolvido como uma maneira de entender por que esses recursos, atitudes e aspirações relacionados à ciência levaram algumas crianças a buscar a ciência, enquanto outras não. O conceito fornece aos formuladores de políticas e praticantes uma estrutura útil para ajudar a entender o que molda o envolvimento dos jovens com a ciência (e a resistência em potencial) à ciência.
A teoria de Bourdieu foi expandida para refletir formas modernas de capital cultural, como os memes da internet. Estudos realizados por Asaf Nissenbaum e Limor Shifman sobre o tema dos memes da internet; utilizou o site 4chan para analisar como esses memes podem ser vistos como formas de capital cultural. O discurso demonstra os diferentes fóruns e mídias pelos quais os memes podem ser expressados, como diferentes "quadros" no 4chan. Além disso, os estudiosos estenderam a teoria de Bourdieu ao campo da religião, onde o capital cultural corporificado permite que as classes médias desenvolvam estilos e gostos religiosos distintos. Por meio desses estilos e gostos, eles traçam limites simbólicos de classe em oposição a co-crentes de origens de classe baixa.

## Crítica
Críticas ao conceito de Bourdieu foram feitas em muitos aspectos, incluindo a falta de clareza conceitual. Talvez devido a essa falta de clareza, os pesquisadores operacionalizaram o conceito de diversas maneiras e variaram em suas conclusões. Enquanto alguns pesquisadores podem ser criticados por usar medidas de capital cultural que enfocam apenas certos aspectos da cultura 'intelectual', essa é uma crítica que também pode ser feita pelo próprio trabalho de Bourdieu. Diversos estudos tentaram refinar a medição do capital cultural, a fim de examinar quais aspectos da cultura de classe média realmente têm valor no sistema educacional.
Afirmou-se que a teoria de Bourdieu, e em particular sua noção de habitus, é inteiramente determinista, não deixando lugar para a agência individual ou mesmo para a consciência individual. Mas o trabalho de Bourdieu tenta conciliar a dicotomia paradoxal de estrutura e agência; ele nunca alegou ter feito isso inteiramente, mas definiu uma nova abordagem. Alguns estudiosos, como John Goldthorpe, descartam a abordagem de Bourdieu: 
A visão de Bourdieu da transmissão do capital cultural como um processo-chave na reprodução social é simplesmente errada. E os achados mais detalhados da pesquisa, como mencionado acima, poderiam ter sido tomados como uma ajuda para explicar por que ela está errada. Isto é, porque as diferentes condições de classe não dão origem a formas distintas e duradouras de habitus como Bourdieu suporia; porque mesmo dentro de classes mais desfavorecidas, com pouco acesso à alta cultura, os valores que favorecem a educação ainda podem prevalecer e talvez existam alguns recursos culturais relevantes; e porque, portanto, as escolas e outras instituições educacionais podem funcionar como importantes agências de ressocialização - isto é, podem não apenas subscrever, mas também em vários aspectos complementar, compensar ou até contrariar influências familiares na criação e transmissão de "capital cultural". ", e não apenas no caso de Wunderkinder, mas na verdade em larga escala.
 Bourdieu também foi criticado por sua falta de consideração de gênero. Kanter (em Robinson & Garnier, 1986) aponta a falta de interesse em desigualdades de gênero no mercado de trabalho no trabalho de Bourdieu. No entanto, Bourdieu abordou o tema do gênero de frente em seu livro de 2001 Masculine Domination. Bourdieu afirmou na primeira página do prelúdio deste livro que ele considerava a dominação masculina um excelente exemplo de violência simbólica.

## Leitura complementar
- Reprodução Cultural e Reprodução Social Bourdieu e Passeron. Em Richard K. Brown (Ed.), Conhecimento, Educação e Mudança Cultural. Londres: Tavistock.
- Les Trois états du capital culturel in Actes de la Recherche en Sciences Sociales, 30 (1979), pp.   3 – 6.
- As formas de capital  : Versão inglesa publicada em 1986 no Manual de JG Richardson para a teoria e pesquisa para a sociologia da educação, pp.   241 – 258.
  - Publicado pela primeira vez em 1983 em alemão como Ökonomisches Kapital - Kulturelles Kapital - Soziales Kapital em Soziale Ungleichheiten, editado por Reinhard Kreckel, pp.   183 – 198.
- Bourdieu, Pierre e Jean Claude Passeron, (1990) Reprodução em Educação, Sociedade e Cultura, Sage Publications Inc ISBN 0-8039-8320-4
- Bourdieu, Pierre (1996), A Nobreza do Estado, Traduzido por Lauretta C. Clough Prefácio por Loic JD Wacquant
- Swartz, David (1998), Cultura e Poder: A Sociologia de Pierre Bourdieu, Universidade de Chicago Press ISBN 0-226-78595-5
- Farkas, George (1996), Capital Humano ou Capital Cultural ?: Etnia e Grupos de Pobreza em um Distrito Escolar Urbano, Editora: Aldine Transaction ISBN 0-202-30524-4
- Fowler, Bridget (1997), Pierre Bourdieu e Teoria Cultural, Sage Publications Inc ISBN 0-8039-7626-7
- HyperBourdieu World Catalogue "Uma bibliografia abrangente e referencial e mediagrafia de todas as obras e declarações públicas de Pierre Bourdieu"
- O Dicionário Sábio de Estudos Culturais